# Argelès-Gazost (quận)
Quận Argelès-Gazost là một quận của Pháp, nằm ở tỉnh Hautes-Pyrénées, ở vùng Occitanie. Quận này có 6 tổng và 89 xã.

## Các đơn vị hành chính

### Các tổng
Các tổng của quận Argelès-Gazost là: 
1. Argelès-Gazost
2. Aucun
3. Lourdes-Est
4. Lourdes-Ouest
5. Luz-Saint-Sauveur
6. Saint-Pé-de-Bigorre

### Các xã
Các xã của quận Argelès-Gazost, và mã INSEE là: 
| 1. Adast (65001)                 | 2. Adé (65002)                  | 3. Agos-Vidalos (65004)       | 4. Arbéost (65018)               |
| 5. Arcizac-ez-Angles (65020)     | 6. Arcizans-Avant (65021)       | 7. Arcizans-Dessus (65022)    | 8. Argelès-Gazost (65025)        |
| 9. Arras-en-Lavedan (65029)      | 10. Arrayou-Lahitte (65247)     | 11. Arrens-Marsous (65032)    | 12. Arrodets-ez-Angles (65033)   |
| 13. Artalens-Souin (65036)       | 14. Artigues (65038)            | 15. Aspin-en-Lavedan (65040)  | 16. Aucun (65045)                |
| 17. Ayros-Arbouix (65055)        | 18. Ayzac-Ost (65056)           | 19. Barlest (65065)           | 20. Bartrès (65070)              |
| 21. Barèges (65481)              | 22. Beaucens (65077)            | 23. Berbérust-Lias (65082)    | 24. Betpouey (65089)             |
| 25. Bourréac (65107)             | 26. Boô-Silhen (65098)          | 27. Bun (65112)               | 28. Cauterets (65138)            |
| 29. Cheust (65144)               | 30. Chèze (65145)               | 31. Escoubès-Pouts (65164)    | 32. Esquièze-Sère (65168)        |
| 33. Estaing (65169)              | 34. Esterre (65173)             | 35. Ferrières (65176)         | 36. Gaillagos (65182)            |
| 37. Gavarnie (65188)             | 38. Gazost (65191)              | 39. Ger (65197)               | 40. Germs-sur-l'Oussouet (65200) |
| 41. Geu (65201)                  | 42. Gez (65202)                 | 43. Gez-ez-Angles (65203)     | 44. Grust (65210)                |
| 45. Gèdre (65192)                | 46. Jarret (65233)              | 47. Julos (65236)             | 48. Juncalas (65237)             |
| 49. Lau-Balagnas (65267)         | 50. Les Angles (65011)          | 51. Loubajac (65280)          | 52. Lourdes (65286)              |
| 53. Lugagnan (65291)             | 54. Luz-Saint-Sauveur (65295)   | 55. Lézignan (65271)          | 56. Omex (65334)                 |
| 57. Ossen (65343)                | 58. Ossun-ez-Angles (65345)     | 59. Ourdis-Cotdoussan (65348) | 60. Ourdon (65349)               |
| 61. Ousté (65351)                | 62. Ouzous (65352)              | 63. Paréac (65355)            | 64. Peyrouse (65360)             |
| 65. Pierrefitte-Nestalas (65362) | 66. Poueyferré (65366)          | 67. Préchac (65371)           | 68. Saint-Créac (65386)          |
| 69. Saint-Pastous (65393)        | 70. Saint-Pé-de-Bigorre (65395) | 71. Saint-Savin (65396)       | 72. Saligos (65399)              |
| 73. Salles (65400)               | 74. Sassis (65411)              | 75. Sazos (65413)             | 76. Sers (65424)                 |
| 77. Sireix (65428)               | 78. Soulom (65435)              | 79. Sère-Lanso (65421)        | 80. Sère-en-Lavedan (65420)      |
| 81. Ségus (65415)                | 82. Uz (65458)                  | 83. Viella (65463)            | 84. Vier-Bordes (65467)          |
| 85. Viey (65469)                 | 86. Viger (65470)               | 87. Villelongue (65473)       | 88. Viscos (65478)               |
| 89. Vizos (65480)                |                                 |                               |                                  |